# Estación de Abrantes (Portugal)
La Estación Ferroviaria de Abrantes, también conocida como Estación de Abrantes, es una plataforma ferroviaria de las Líneas de la Beira Baixa y del Este que sirve a la localidad de Abrantes, en el distrito de Santarém, en Portugal.

## Características

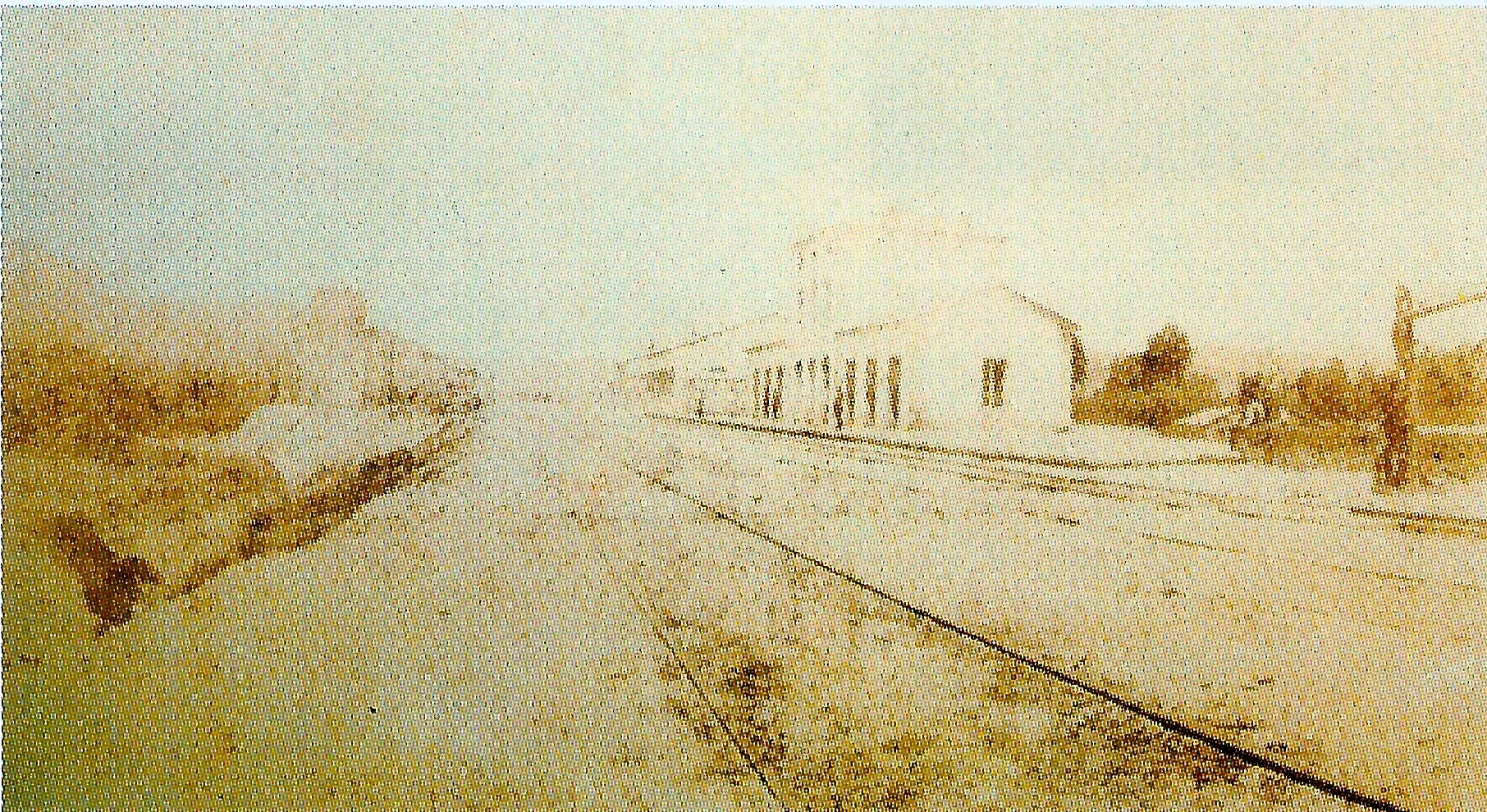
Fotografía de la Estación de Abrantes, en la segunda mitad del.

### Localización y accesos
La Estación de Abrantes se encuentra junto a la Calle de la Estación de Abrantes, en la parroquia de Rossio ao Sul do Tejo.

### Descripción física
En enero de 2011, presentaba tres vías de circulación, con 508, 311 y 271 metros de longitud; las dos plataformas tenían ambas 207 metros de extensión, y 70 centímetros de altura.

## Historia
El tramo entre Santarém y Abrantes entró en servicio el 1 de julio de 1861, como parte de la Línea del Este; la línea fue concluida con la apertura al servicio del tramo entre esta estación y la frontera con España, el 24 de  septiembre de 1863. La primera parte de la Línea de la Beira Baixa, entre Abrantes y Covilhã, comenzó a ser construida a finales de 1885, y fue inaugurada el 6 de septiembre de 1891.